# Liza Vorfi
Liza Vorfi (ur. 29 listopada 1924 w Djakowicy, zm. 29 stycznia 2011 w Tiranie) – albańska aktorka teatralna i filmowa.

## Życiorys
Była córką albańskiego nauczyciela z Kosowa. Rodzina Vorfi uciekła z Djakowicy przed prześladowaniami ze strony władz jugosłowiańskich, najpierw do Skopje, a następnie do Tirany. W 1932 wraz z rodziną przeniosła się do Tirany. Po ukończeniu w 1940 roku nauki w Żeńskim Instytucie Nana Mbretneshë w Tiranie, Liza uczyła się sztuki wokalnej w konserwatoriach w Rzymie i w Pesaro.
Po raz pierwszy wystąpiła publicznie w 1939 śpiewając pieśni kosowskie w audycji muzycznej, prezentowanej przez Radio Tirana. Po zakończeniu wojny występowała jako aktorka w Teatrze Ludowym w Tiranie. Na największej scenie albańskiej zagrała ponad 80 ról, w tym najważniejsze w repertuarze dramatycznym role w repertuarze szekspirowskim (Desdemona) i molierowskim (Elwira w Świętoszku), jak również w Moralności pani Dulskiej Gabrieli Zapolskiej (Juliasiewiczowa, 1962). W 1974 przeszła na emeryturę.
W filmie fabularnym zadebiutowała epizodyczną rolą w Burzy (1959), a następnie wystąpiła jeszcze w 6 filmach.
11 lipca 2008 została uhonorowana przez prezydenta Albanii, Bamira Topiego Złotym Orderem im. Naima Frasheri za osiągnięcia artystyczne. Otrzymała także tytuł Zasłużonej Artystki (Artist i Merituar).
W życiu prywatnym była mężatką (mąż Emil), miała troje dzieci.

## Role filmowe
- 1959: Furtuna jako Aija
- 1961: Debatik
- 1966: Komisari i Drites jako żona Prenka
- 1975: Rrugicat qe kerkonin dielli jako matka Nebiego
- 1977: Ata ishin kater jako matka
- 1979: Ne vinim nga lufta jako Maria
- 1979: Radiostacioni
- 1987: Kthimi i ushtrise se vdekur jako księżna Dizeta
- 1991: Enigma